# Liste der Baudenkmäler in Mettenheim (Bayern)

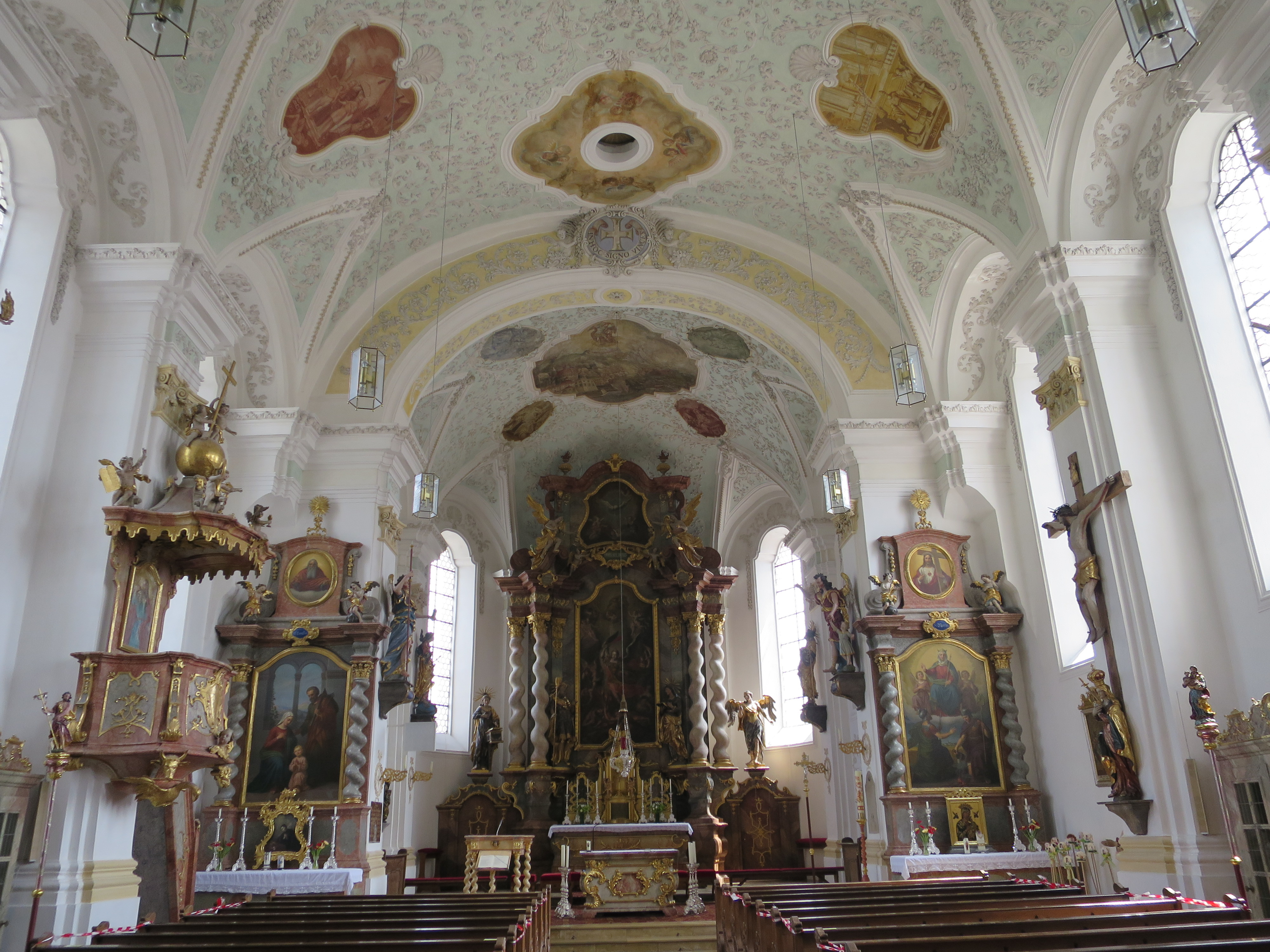
Innenraum von St. Michael in Mettenheim

Auf dieser Seite sind die Baudenkmäler in der oberbayerischen Gemeinde Mettenheim zusammengestellt. Diese Tabelle ist eine Teilliste der Liste der Baudenkmäler in Bayern. Grundlage ist die Bayerische Denkmalliste, die auf Basis des Bayerischen Denkmalschutzgesetzes vom 1. Oktober 1973 erstmals erstellt wurde und seither durch das Bayerische Landesamt für Denkmalpflege geführt wird. Die folgenden Angaben ersetzen nicht die rechtsverbindliche Auskunft der Denkmalschutzbehörde.

## Baudenkmäler nach Ortsteilen

### Mettenheim
| Lage                                      | Objekt                              | Beschreibung | Akten-Nr.    | Bild                   |
| ----------------------------------------- | ----------------------------------- | --- | ------------ | ---------------------- |
| Kirchenplatz 1 (Standort)                 | Katholische Pfarrkirche St. Michael | stattlicher barocker Neubau, Wandpfeilersaal mit eingezogenem halbrundem Chor und Westturm, von Dominikus Glasl und Corbinian Pachmayr, 1717–20, Westturm mit gotischen Grundmauern, urspr. freistehend, 1729/30 barockisiert und in den Bau einbezogen; mit Ausstattung.                                             | D-1-83-127-1 | weitere Bilder         |
| Kirchenplatz 2 (Standort)                 | Wohnhaus und ehemalige Bäckerei     | zweigeschossiger historistischer Satteldachbau mit aufwändiger Putzgliederung, Ende 19. Jahrhundert. | D-1-83-127-3 | BW                     |
| Kirchenplatz 6 (Standort)                 | Katholisches Pfarrhaus              | Wohnhaus des ehemaligen Ökonomiepfarrhofs, dreigeschossiger Walmdachbau mit Zwerchgiebel, um 1730, Erweiterung des Gebäudes um das 3. Geschoss und zwei westliche Fensterachsen um 1900; mit Ausstattung. | D-1-83-127-2 | Katholisches Pfarrhaus |
| Von Mettenheim nach Harthausen (Standort) | Feldkreuz                           | gefasstes Holzkruzifix mit Wettermantel, 19. Jahrhundert. | D-1-83-127-9 | BW                     |
| Zangberger Straße 5 (Standort)            | Einfirsthof                         | zweigeschossiger breitgelagerter Flachsatteldachbau, Anfang 19. Jahrhundert. | D-1-83-127-5 | Einfirsthof            |
| Zangberger Straße 8 (Standort)            | Hakenhof mit Schmiede               | Wohnstallhaus, zweigeschossiger Flachsatteldachbau mit Blockbau-Kniestock, am Giebel bezeichnet mit dem Jahr 1818; quer angebaute Schmiede, erdgeschossig mit Halbwalmdach, bezeichnet mit dem Jahr 1862; geschmiedeter Ausleger, bezeichnet mit dem Jahr 1913; Backhaus, kleiner gemauerter Satteldachbau, von 1810. | D-1-83-127-4 | Hakenhof mit Schmiede  |

### Gumattenkirchen
| Lage                         | Objekt                        | Beschreibung | Akten-Nr.     | Bild           |
| ---------------------------- | ----------------------------- | --- | ------------- | -------------- |
| Gumattenkirchen 1 (Standort) | Hakenhof                      | Wohnstallhaus, zweigeschossiger Flachsatteldachbau mit traufseitigem Balkon und aufwändigem Zierputz, um 1900; Stadel, kleiner verbretterter Hakenstadel mit Flachsatteldach, um 1900. | D-1-83-127-18 | BW             |
| Kirchweg 2 (Standort)        | Katholische Kirche St. Rupert | Saalbau mit eingezogenem polygonalem Chor und Westturm, zweite Hälfte 15. Jahrhundert, um 1860/80 neugotisch umgestaltet; mit Ausstattung.                                             | D-1-83-127-15 | weitere Bilder |

### Holzen
| Lage                     | Objekt                                                                        | Beschreibung                                                   | Akten-Nr.     | Bild                                                                          |
| ------------------------ | ----------------------------------------------------------------------------- | -------------------------------------------------------------- | ------------- | ----------------------------------------------------------------------------- |
| Am Fürstenweg (Standort) | Grenzstein Nr. 5 (Nord) des ehemaligen Burgfriedens der Stadt Mühldorf a. Inn | gesetzt 1664/65.                                               | D-1-83-127-44 | Grenzstein Nr. 5 (Nord) des ehemaligen Burgfriedens der Stadt Mühldorf a. Inn |
| Holzen 1 (Standort)      | Grenzstein Nr. 3 (Nord) des ehemaligen Burgfriedens der Stadt Mühldorf a.Inn  | gesetzt 1664/65.                                               | D-1-83-127-42 | Grenzstein Nr. 3 (Nord) des ehemaligen Burgfriedens der Stadt Mühldorf a.Inn  |
| Holzen 1 (Standort)      | Grenzstein                                                                    | Steinstele mit zwei Wappen, etwa erste Hälfte 18. Jahrhundert. | D-1-83-127-24 | BW                                                                            |

### Kirchisen
| Lage                      | Objekt                                  | Beschreibung | Akten-Nr.     | Bild           |
| ------------------------- | --------------------------------------- | --- | ------------- | -------------- |
| Flur Kirchisen (Standort) | Kapellenbildstock                       | kleiner Satteldachbau, 19. Jahrhundert. | D-1-83-127-28 | BW             |
| Flur Kirchisen (Standort) | Bildstock                               | gemauert, 19. Jahrhundert. | D-1-83-127-29 | BW             |
| Kirchisen 2 (Standort)    | Katholische Filialkirche St. Pankratius | spätbarocke Saalkirche mit eingezogenem polygonalem Chor und spätgotischem Westturm, Neubau 1745 auf Grundlage des spätmittelalterlichen Vorgängerbaus; mit Ausstattung. | D-1-83-127-25 | weitere Bilder |

### Weitere Ortsteile
| Lage                                              | Objekt                                | Beschreibung | Akten-Nr.     | Bild                                  |
| ------------------------------------------------- | ------------------------------------- | --- | ------------- | ------------------------------------- |
| Au (Standort)                                     | Bildstock                             | gemauert, mit spitzbogiger Nische, Ende 19. Jahrhundert. | D-1-83-127-10 | BW                                    |
| Eibelsgrub 1 (Standort)                           | Feldkapelle                           | kleiner offener Satteldachbau, 19. Jahrhundert. | D-1-83-127-11 | BW                                    |
| Ernsting 1 (Standort)                             | Bildstock                             | gemauert, 19. Jahrhundert. | D-1-83-127-14 | BW                                    |
| Ernsting 6 (Standort)                             | Wohnstallhaus eines Dreiseithofs      | zweigeschossiger Flachsatteldachbau mit Kniestock, Traufschrot und teilweise unverputztem Blockbau-Obergeschoss, bezeichnet mit dem Jahr 1807. | D-1-83-127-13 | BW                                    |
| Harthausen (Standort)                             | Bildstock                             | gemauert, 18./19. Jahrhundert. | D-1-83-127-20 | BW                                    |
| Haitzinger Feld in der Flur Hartmering (Standort) | Bildstock                             | gemauert, 19. Jahrhundert. | D-1-83-127-22 | BW                                    |
| Hartmering 1 (Standort)                           | Wohnstallhaus eines Dreiseithofs      | zweigeschossiger Flachsatteldachbau mit Traufschrot und reichem Gitterbundwerk über dem Stallteil, nach Mitte 19. Jahrhundert; Querstadel, mit Satteldach und Gitterbund-Giebelfront, nach Mitte 19. Jahrhundert. | D-1-83-127-21 | BW                                    |
| Hechfelden 1 (Standort)                           | Hofkapelle,                           | kleiner neugotischer Satteldachbau mit Putzgliederung, 19. Jahrhundert; mit Ausstattung. | D-1-83-127-23 | BW                                    |
| Lochheim 1 (Standort)                             | Kapelle                               | kleiner Satteldachbau mit Dachreiter, bezeichnet mit dem Jahr 1930; mit Ausstattung. | D-1-83-127-31 | weitere Bilder                        |
| Lochheimer Holz (Standort)                        | Ehem. Rüstungswerk im Mühldorfer Hart | Ruine einer halbunterirdischen, auf ca. 400 m Länge und ca. 80 m Breite angelegten und mit einer segmentbogig gewölbten Betonschale von ca. 3 m Stärke frei überspannten Flugzeugmontagehalle, unter dem Tarnnamen "Weingut I" Mitte 1944 begonnen und bei Kriegsende zu etwa zwei Dritteln fertig gestellt, nach Konstruktionsplänen von Franz Dischinger / Berlin unter Leitung der Organisation Todt (OT) von Zwangsarbeitern, Kriegsgefangenen und Häftlingen der umliegenden Außenlager des KZ Dachau (Lagergruppe Mühldorf) errichtet, technische Ausführung durch Baufirma Polensky & Zöllner; 1947 größtenteils gesprengt; Reste von sechs Gewölbebögen und ein Bogenfeld in ganzer Spannweite und Stärke erhalten, in eisenarmiertem Beton errichtet unter Verwendung des Fundament-Kiesaushubs als Schalungskern, mit Kiesentnahmetunnel in der Längsachse und Luftzufuhr- und Versorgungsschächten in den seitlichen Widerlagern. Einzeln stehende Bunker im nördlichen und südlichen Umgriff von Baustelle und Materialentnahmetunnel, sowie ein sogenanntes Löschwasserbecken mit zwei Kammern unmittelbar südwestlich des Werksgeländes von Innbau und Inn-Beton. | D-1-83-112-46 | weitere Bilder                        |
| Metzenstegham, Thaler Feld (Standort)             | Hofkapelle                            | kleiner offener Satteldachbau, bezeichnet mit dem Jahr 1881. | D-1-83-127-33 | BW                                    |
| Neufahrn 8 (Standort)                             | Katholische Filialkirche St. Rupertus | spätgotischer Saalbau mit dreiseitig geschlossenem Chor und Westturm, 15. Jahrhundert, 1725 barockisiert; mit Ausstattung. | D-1-83-127-34 | Katholische Filialkirche St. Rupertus |
| Neufahrn 12 (Standort)                            | Vierseithof                           | Wohnstallhaus, zweigeschossiger Flachsatteldachbau, 1869; westlich Stallstadel, zweigeschossiger Krüppelwalmdachbau mit Putzgliederung, um 1869; östlich Stadel, zweigeschossiger massiver Krüppelwalmdachbau, bezeichnet mit dem Jahr 1869; südlich Stadel, zweitenniger Flachdachsattelbau mit massivem Erdgeschoss und Bundwerkgiebel, um 1869. | D-1-83-127-35 | BW                                    |
| Stadlmoos (Standort)                              | Hofkapelle,                           | neugotischer Satteldachbau mit Treppengiebel, bezeichnet mit dem Jahr 1922. | D-1-83-127-36 | BW                                    |
| Stenging (Standort)                               | Kapelle mit Lourdesgrotte             | kleiner Satteldachbau mit Dachreiter und Putzgliederung, bezeichnet mit dem Jahr 1905. | D-1-83-127-37 | Kapelle mit Lourdesgrotte             |
| Thal 1 (Standort)                                 | Kapelle                               | kleiner neugotischer Satteldachbau mit Dachreiter, 1870. | D-1-83-127-39 | BW                                    |

## Ehemalige Baudenkmäler
In diesem Abschnitt sind Objekte aufgeführt, die früher einmal in der Denkmalliste eingetragen waren, jetzt aber nicht mehr. Objekte, die in anderem Zusammenhang – also z. B. als Teil eines Baudenkmals – weiter eingetragen sind, sollen hier nicht aufgeführt werden. Aktennummern in diesem Abschnitt sind ehemalige, jetzt nicht mehr gültige Aktennummern.

| Lage                                         | Objekt                    | Beschreibung                                                                      | Akten-Nr.     | Bild |
| -------------------------------------------- | ------------------------- | --------------------------------------------------------------------------------- | ------------- | ---- |
| Gumattenkirchen Gumattenkirchen 8 (Standort) | Stadel eines Vierseithofs | Ständerbohlenstadel mit Satteldach und Bundwerk, drittes Viertel 19. Jahrhundert. | D-1-83-127-17 | BW   |

## Abgegangene Baudenkmäler
In diesem Abschnitt sind Objekte aufgeführt, die früher einmal in der Denkmalliste eingetragen waren, jetzt aber nicht mehr existieren, z. B. weil sie abgebrochen wurden. Aktennummern in diesem Abschnitt sind ehemalige, jetzt nicht mehr gültige Aktennummern.

| Lage                                | Objekt      | Beschreibung | Akten-Nr.     | Bild |
| ----------------------------------- | ----------- | --- | ------------- | ---- |
| Harthausen Harthausen 16 (Standort) | Einfirsthof | zweigeschossiger Mitterstallbau mit Flachsatteldach, teilweise übertünchtem Blockbau-Obergeschoss und Traufschrot, 1567 (dendrochronologisch datiert) als zweigeschossiger Blockbau errichtet, Erdgeschoss um 1691 ausgemauert, Laubentürsturz bezeichnet mit dem Jahr 1807; Getreidekasten, zweigeschossiger Blockbau, 17. Jahrhundert, in Stadel mit Satteldach einbezogen. | D-1-83-127-19 | BW   |